# Haute route alpine du Großglockner
La Haute route alpine du Großglockner, en allemand Großglockner-Hochalpenstraße, est la route avec le plus haut col routier des Alpes en Autriche (2 504 m) reliant les provinces de Salzbourg et de Carinthie. En venant du nord, elle monte en pente régulière depuis Bruck sur le pont de la Salzach jusqu'au col du Hochtor, pour redescendre vers Heiligenblut et la vallée du Möll, toujours en pente assez douce. Le long du trajet, de nombreux parkings sont aménagés pour permettre aux touristes de s'arrêter pour admirer le paysage, notamment le massif du Großglockner et le glacier Pasterze.

## Tracé

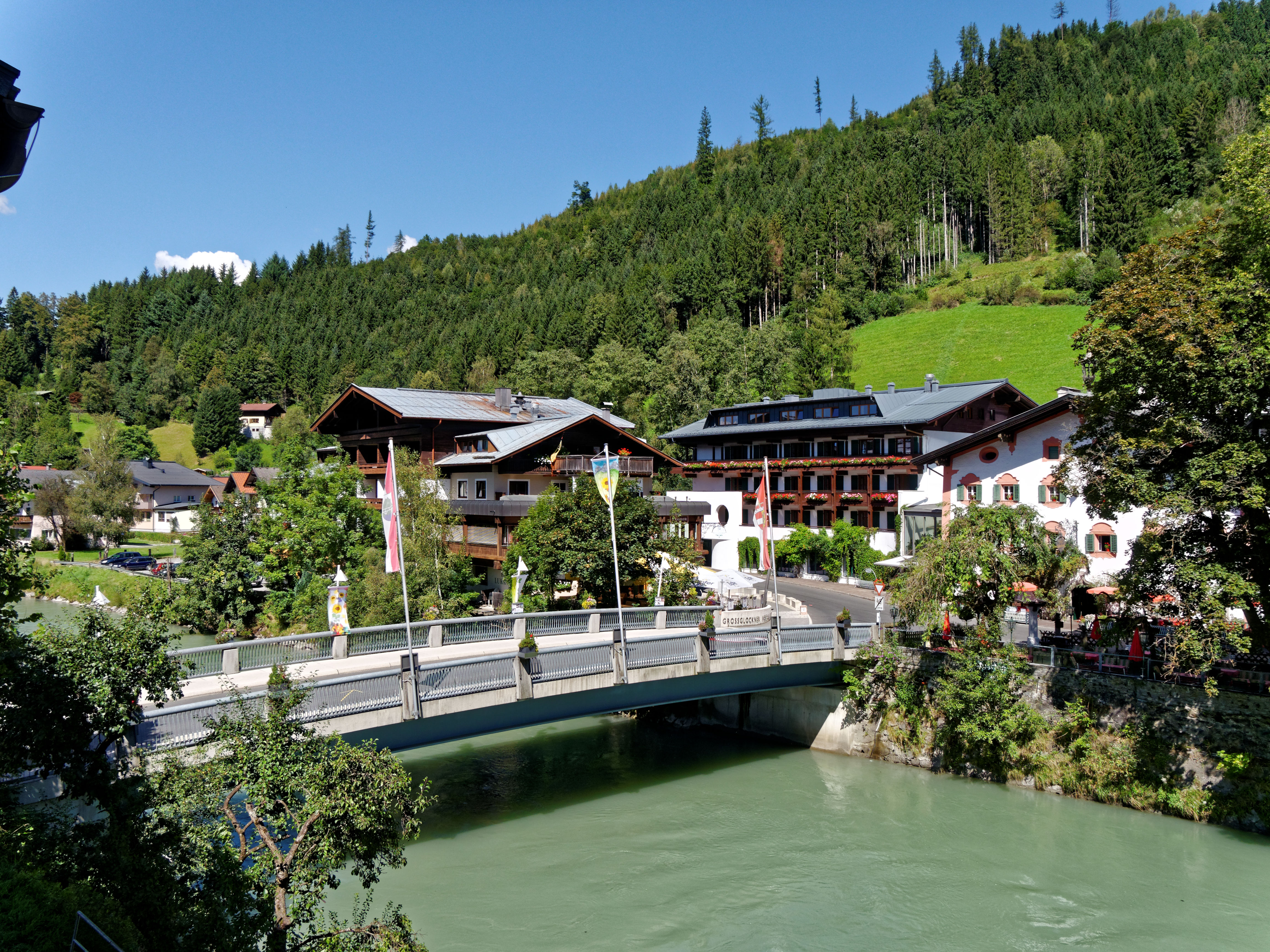
Le Glocknerbrücke au kilomètre 0 de la route.

La route s'étend sur 47,8 km de Bruck, plus précisément de l'auberge Lukashansl, au nord de la Salzach, à Heiligenblut.
Depuis le nord, la route traverse le village de Fusch puis devient payante pour les véhicules motorisés à partir de la gare de péage de Ferleiten (1 151 m). De là, elle monte à l'aire de Piffkar (1 633 m) pour ensuite franchir le Fuscher Törl (2 428 m) via de nombreux serpentins, col qui permet le passage entre la Fuschertal et la vallée de Rauris. Au Fuscher Törl, bifurque la route panoramique Edelweißspitze, longue d'environ 1,6 km et qui mène à 2 571 m d'altitude.
Ensuite, la route descend vers Fuscher Lacke (2 261 m) puis remonte, passe par un tunnel à travers le Mittertörl (2 335 m) puis par un autre tunnel à travers le Hochtor (col réel à 2 576 m) où se trouve la frontière entre le Land de Salzbourg et la Carinthie (2 504 m). C'est le point culminant de la route.
De la route principale, en redescendant vers Heiligenblut, un embranchement mène loin dans la vallée de la Mölltal jusqu'à Kaiser-Franz-Josefs-Höhe (2 369 m) au pied du glacier Pasterze. L'endroit offre un point de vue pittoresque sur le glacier et le Großglockner. La route principale mène finalement à Heiligenblut. Le péage de Heiligenblut (1 691 m) est situé en amont du village.

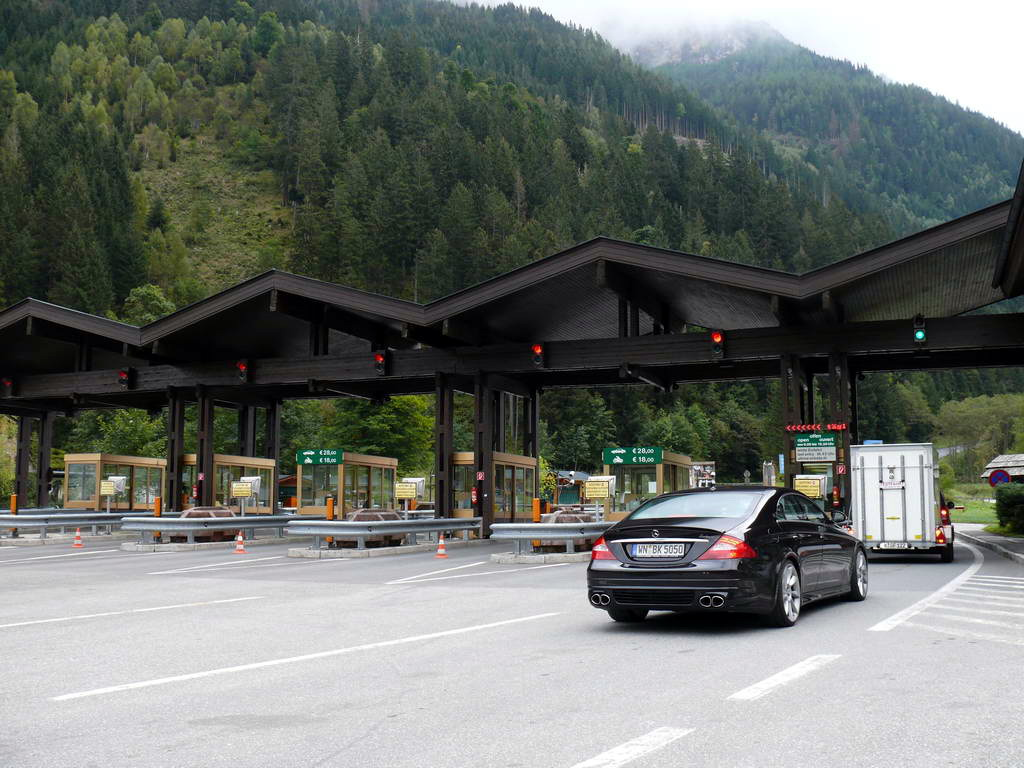
Le péage de Heiligenblut.
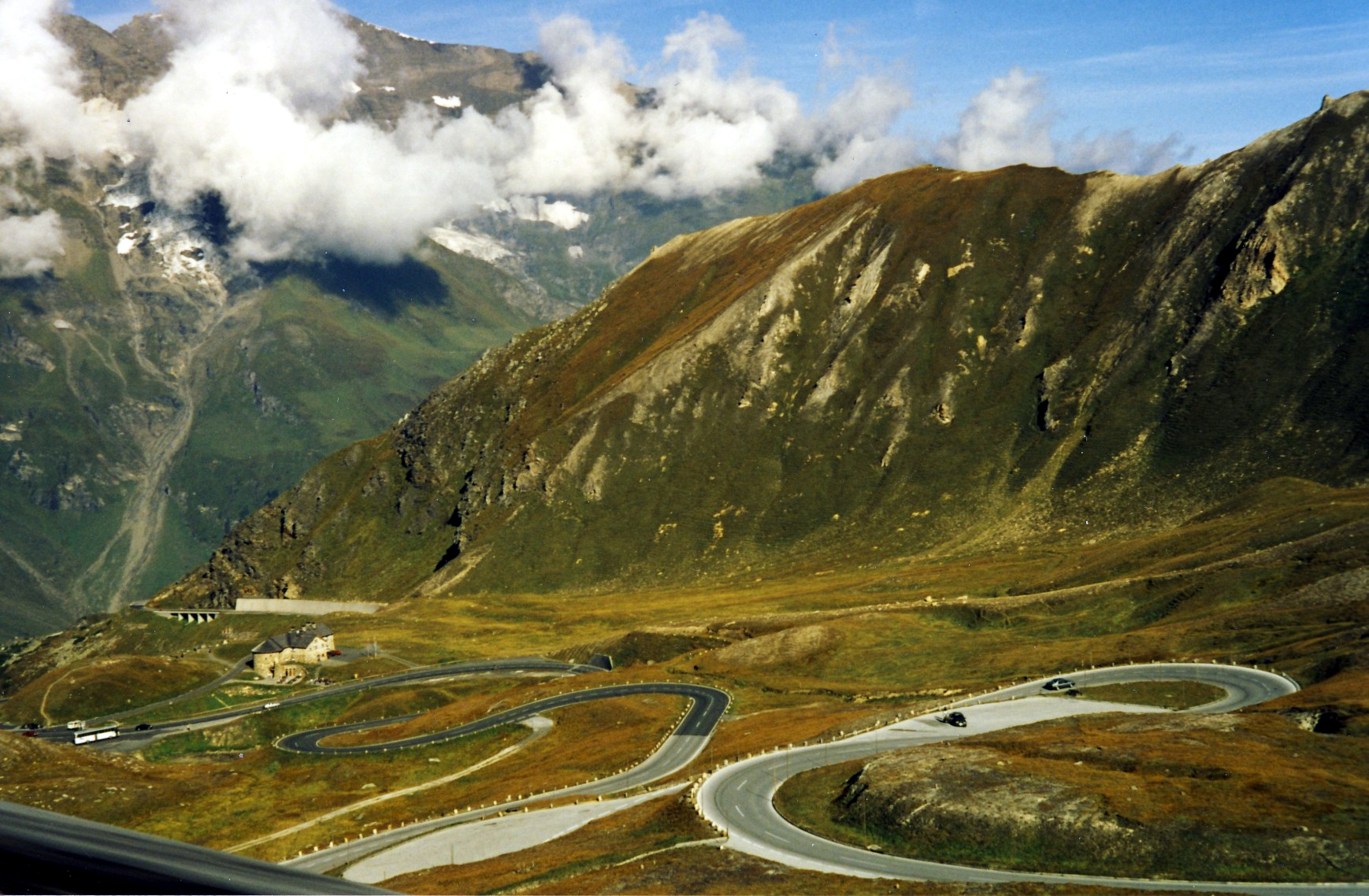
Les serpentins de la route versant nord.
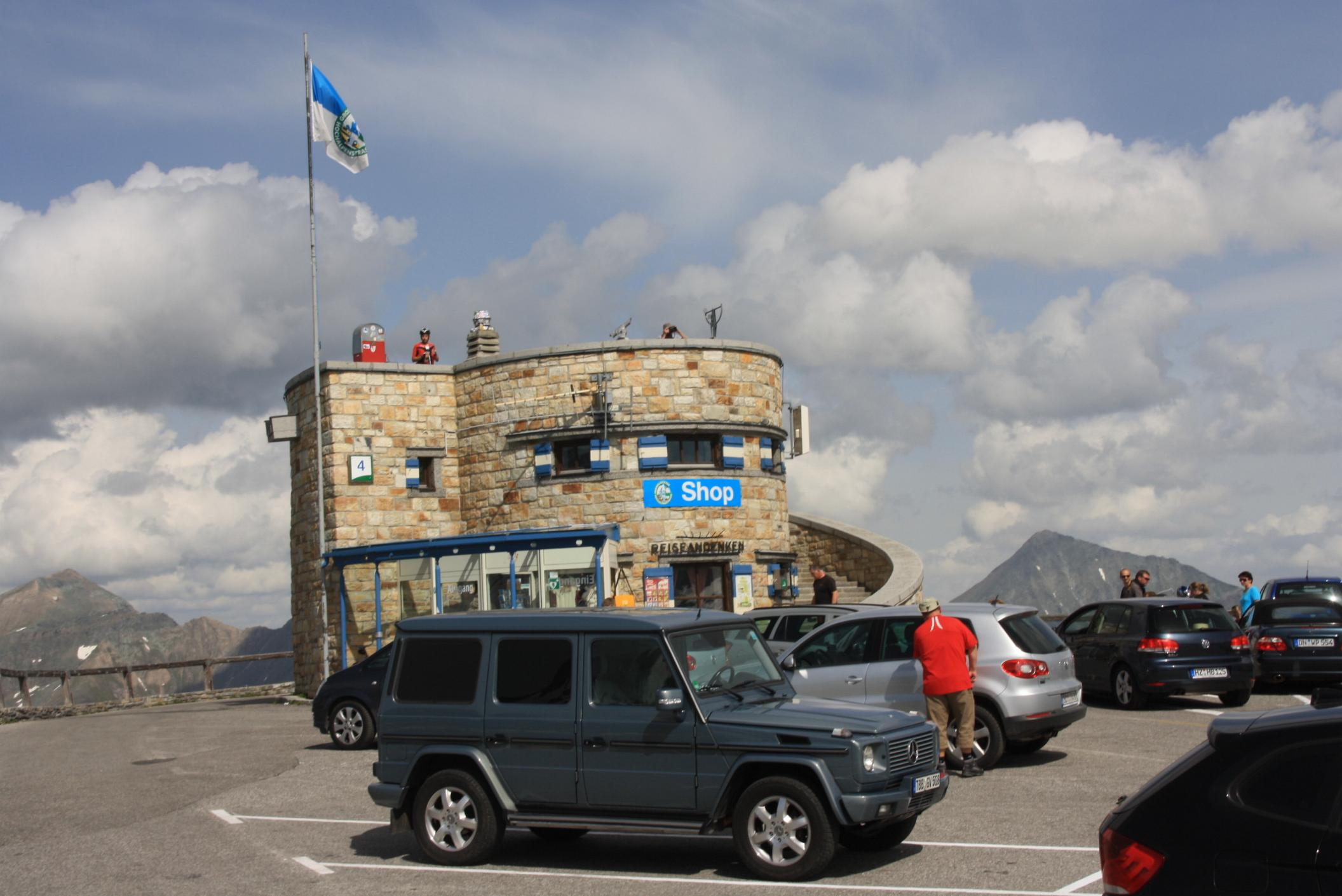
Le bâtiment au sommet de la route panoramique Edelweißspitze.
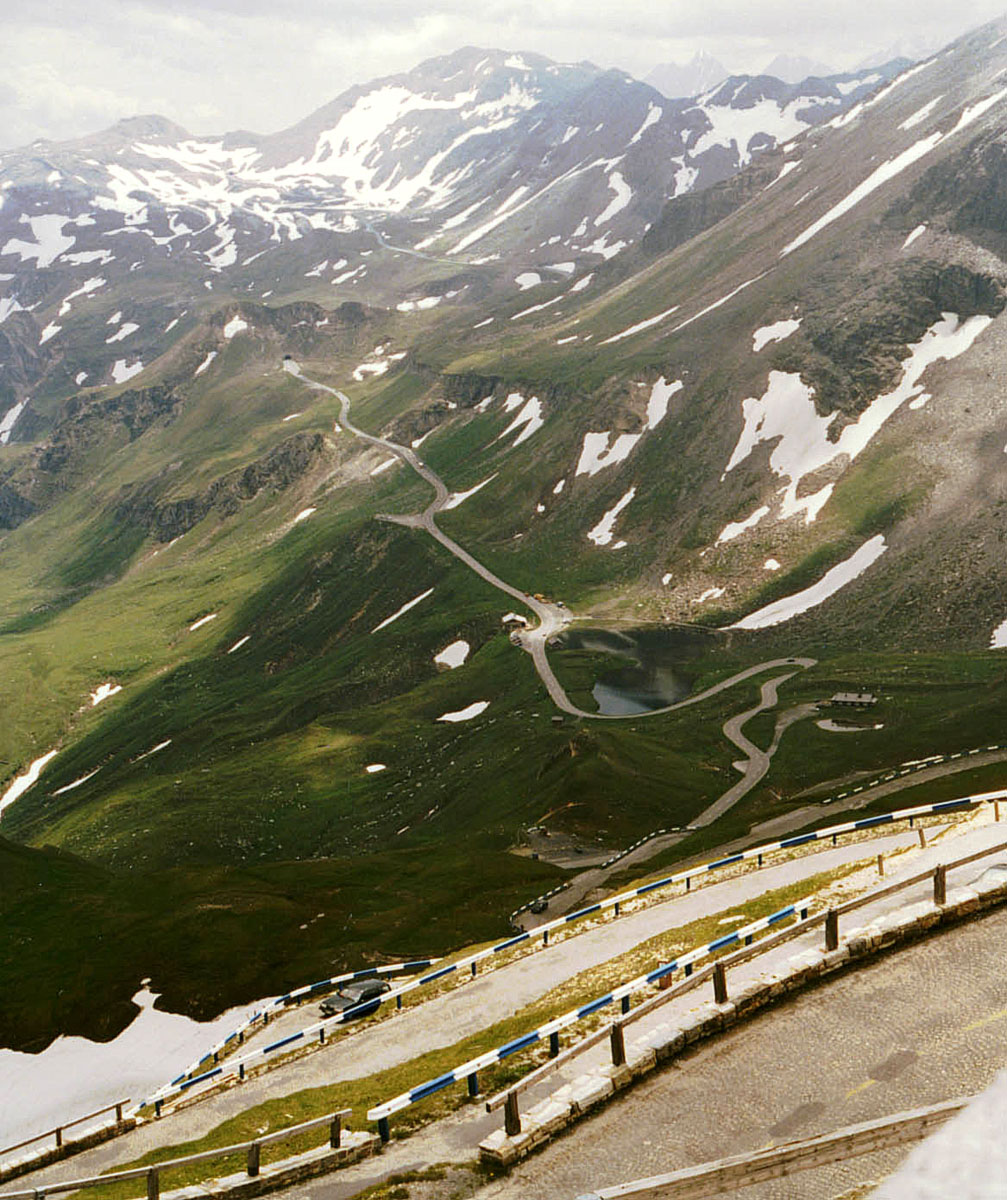
La route entre Fuscher Lacke et le tunnel Hochtor depuis la route panoramique Edelweißspitze.
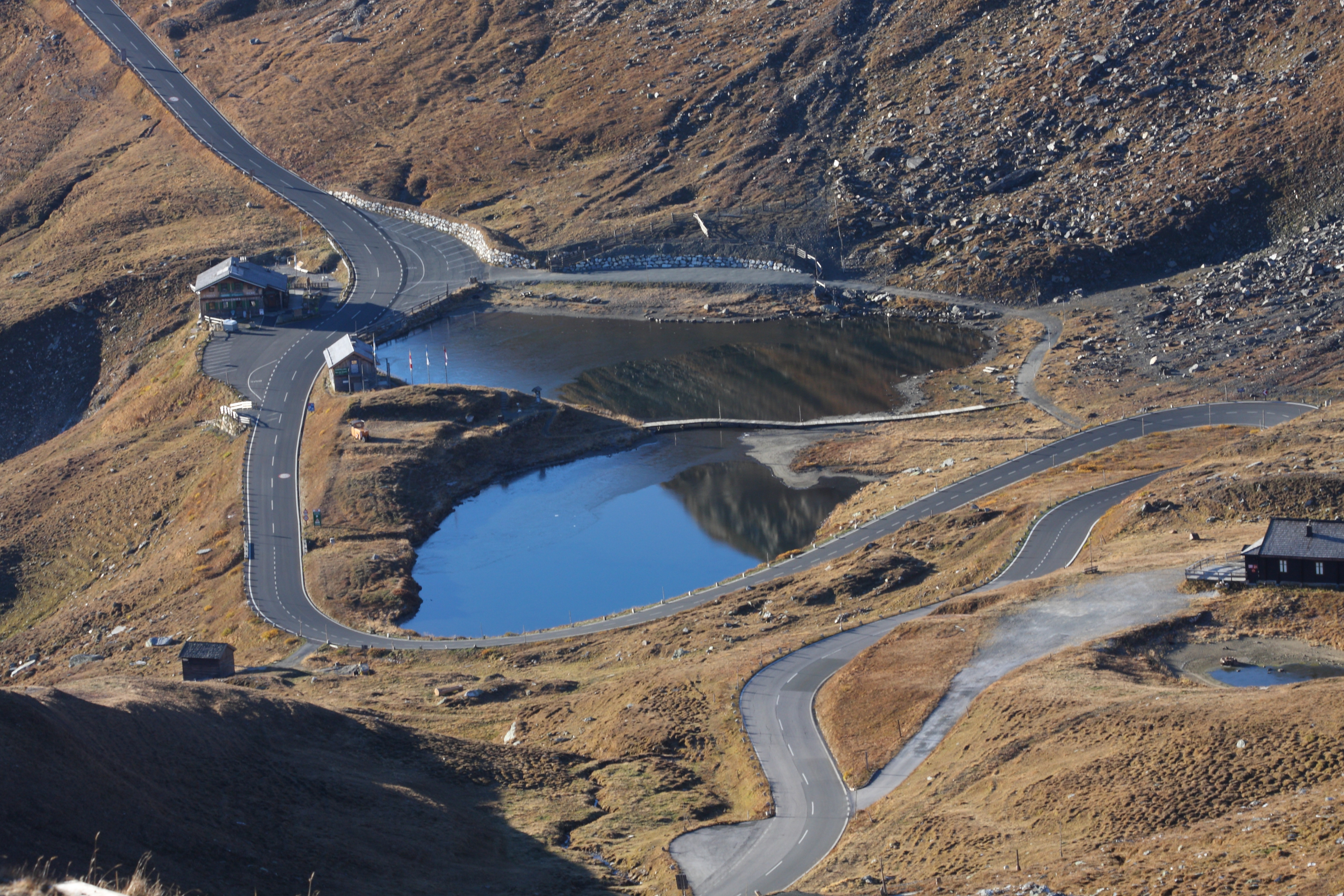
Fuscher Lacke.
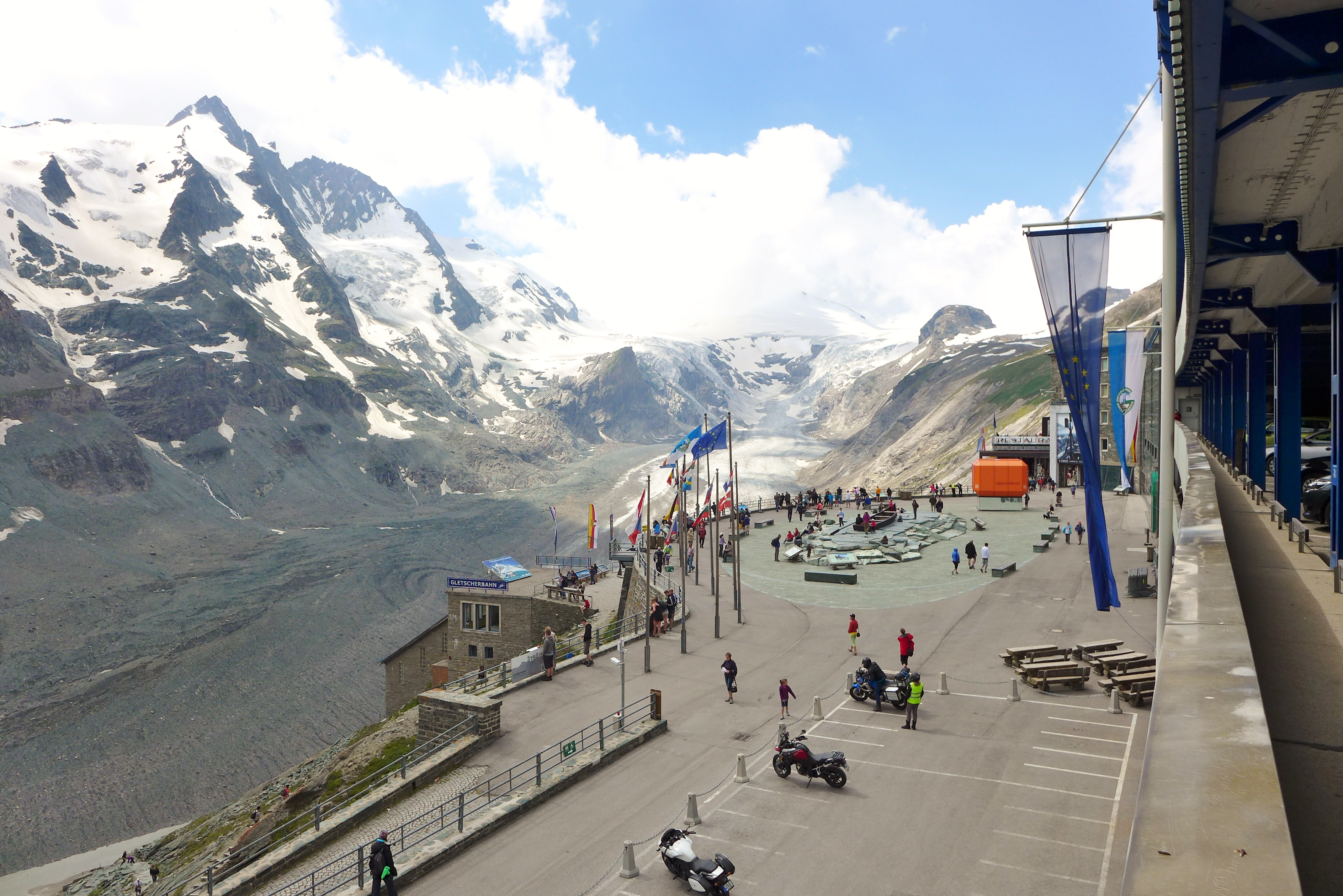
Kaiser-Franz-Josefs-Höhe.
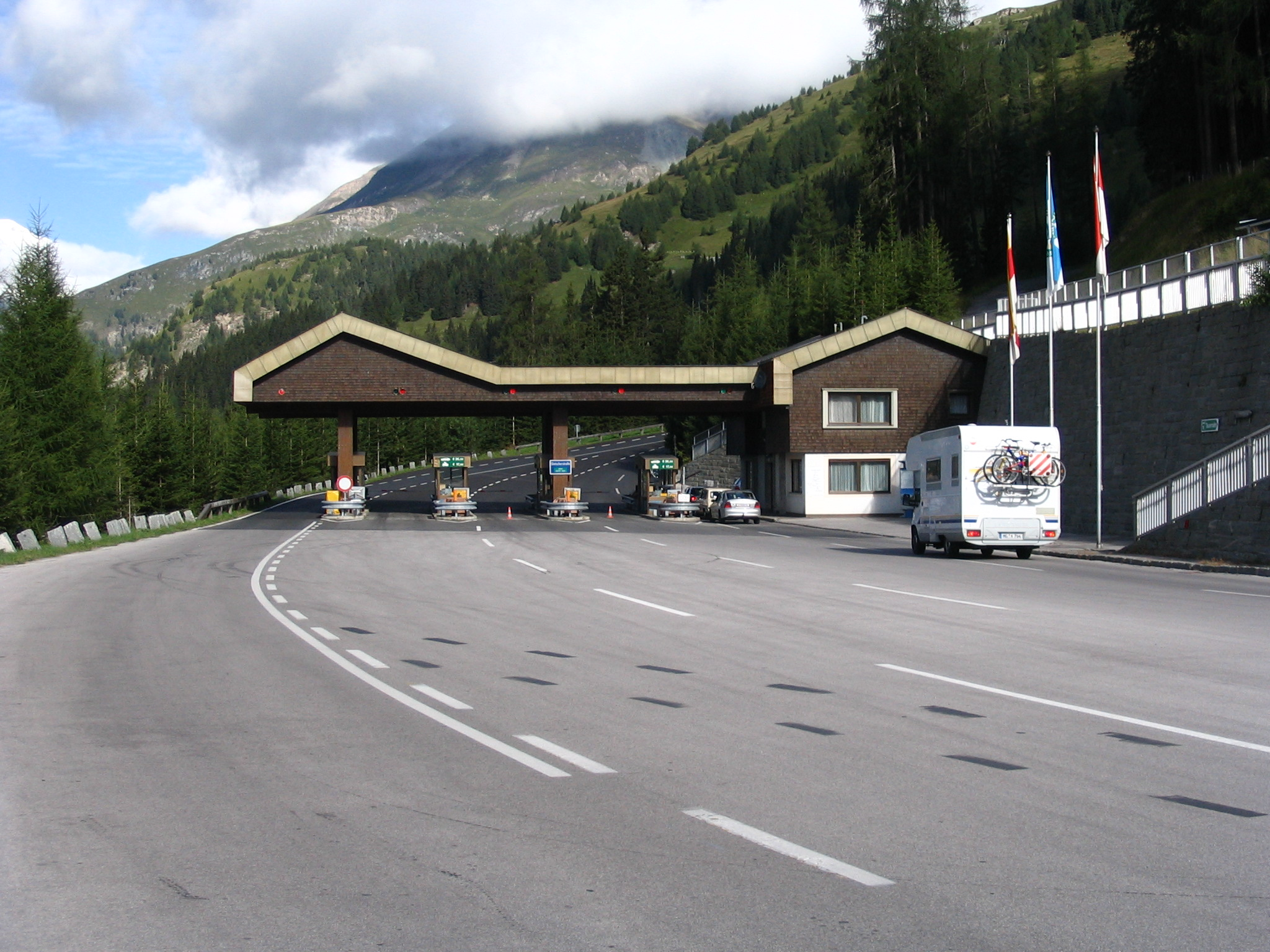
Le péage de Ferleiten.
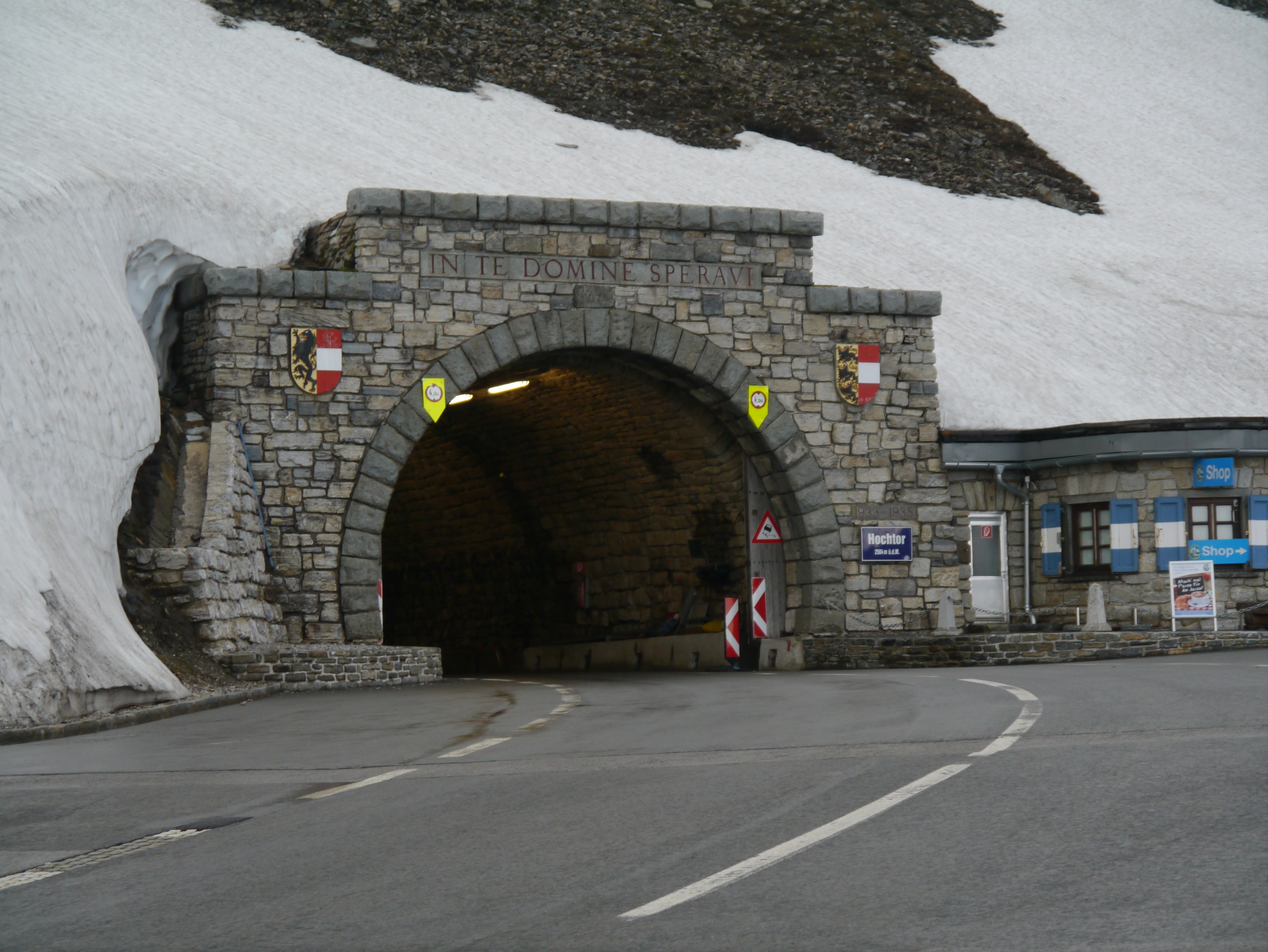
Le tunnel Hochtor. Au-dessus est écrit : « J'ai mis ma confiance en toi, Seigneur ».

## Histoire

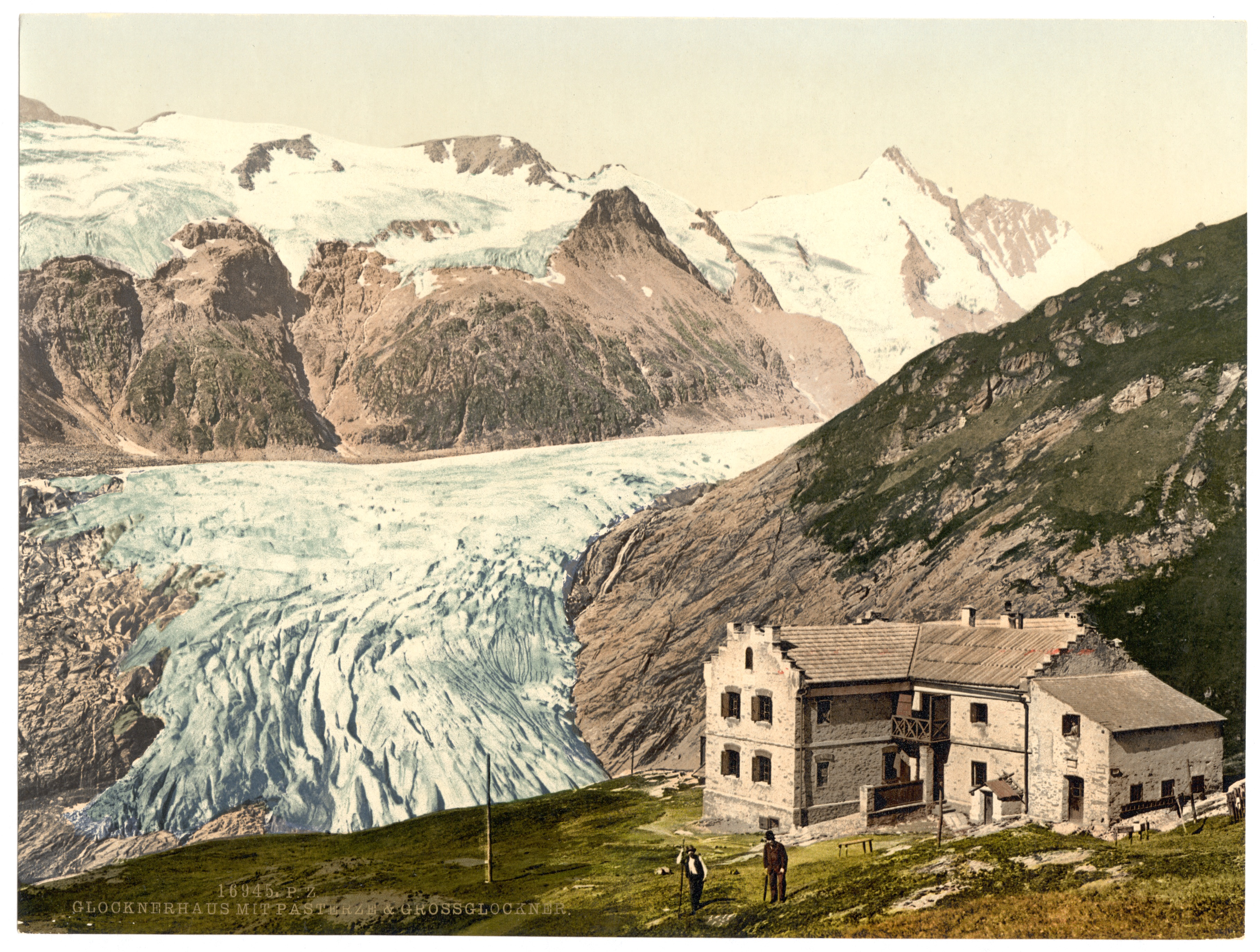
Le refuge Glocknerhaus vers l'an 1900.

La route fut construite entre le 30 août 1930 et le 3 août 1935, en suivant en partie le tracé d'un ancien sentier et voie romaine. Elle a été conçu par Franz Wallack (1887–1966), un ingénieur de Carinthie, qui l'avait en projet depuis l'an 1924. C'est grâce à la crise économique des années 1930 dans la Première République que l'on put embaucher des milliers d'ouvriers (3 200) pour faire cet immense chantier, qui n'avait jamais été réalisé, faute d'argent. Le salaire d'un ouvrier du chantier était trois fois celui d'un enseignant, aussi les très nombreux chômeurs du pays arrivaient en nombre pour travailler à la construction de cette route.
Elle fut inaugurée à la date prévue et avait coûté moins cher que prévu, ce qui permit à l'ingénieur Wallack de faire la bifurcation de la Franz-Josephs-Höhe qui donnait accès au glacier du Pasterze. Sur le tracé principal, la route traverse le Hochtor par un tunnel de 300 mètres de long. En creusant ce tunnel, on découvrit en 1933, une statuette antique d'Hercule.

## Aujourd'hui

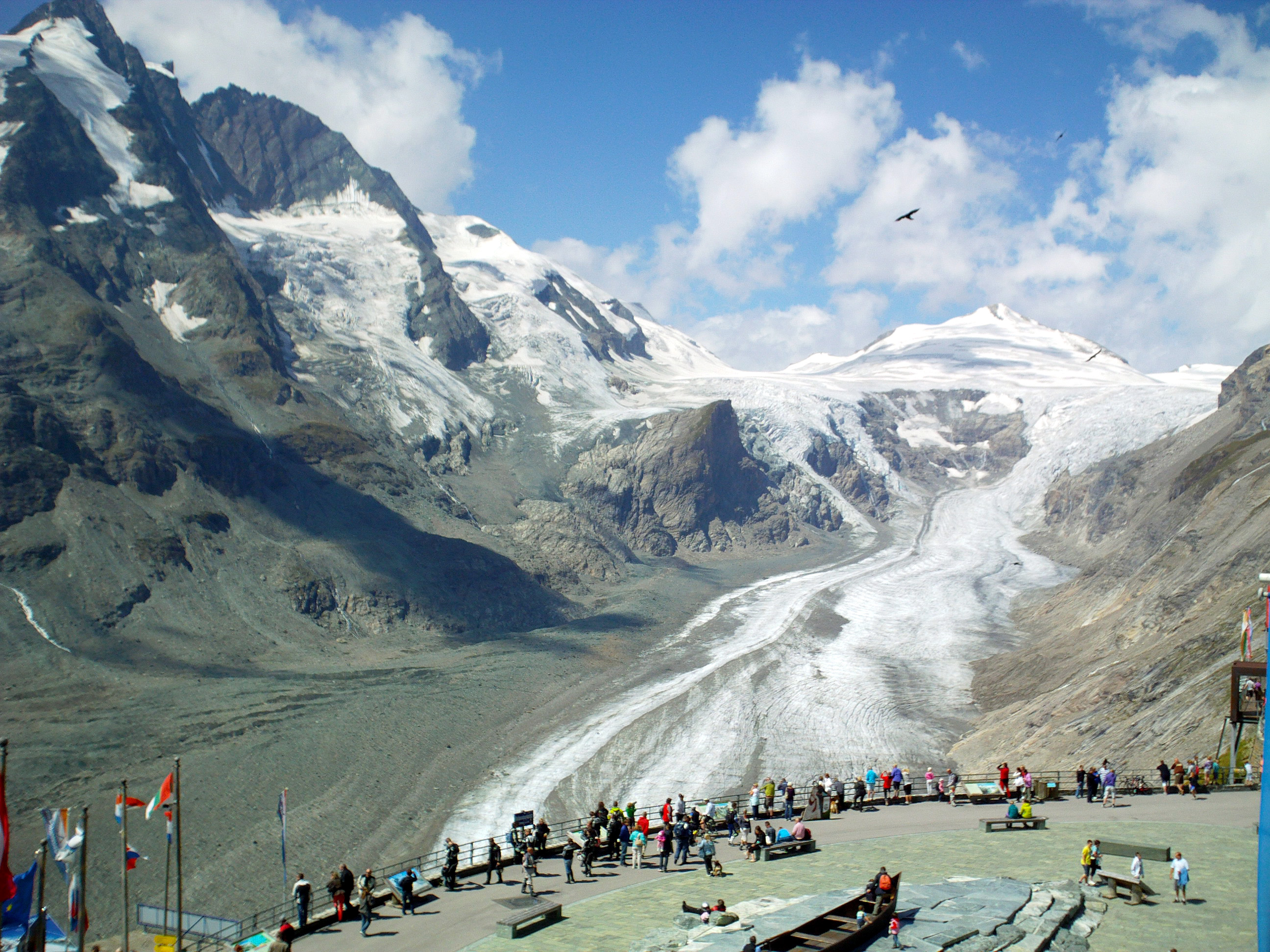
Vue sur le Pasterze depuis la Franz-Josephs-Höhe.

Cette route privée, qui est la deuxième curiosité touristique la plus visitée du pays, est à péage (36 € en 2018 pour une voiture particulière, les tarifs dépendant du type de véhicule, de l'heure, etc.). La portion entre Ferleiten et Heiligenblut est fermée pendant l'hiver. Des hauteurs de neige de plus de dix mètres ne sont pas rares ; le record est de 21 mètres en 1953. Les dates de fermeture d'hiver dépendent des conditions météorologiques à la fin octobre et au début mai. Au cours du déneigement, qui s'effectue en montée depuis le nord et depuis le sud, des avalanches doivent également être déclenchées. Quatre fraiseuses rotatives Wallack sont en service depuis 1953.
La route est également fermée durant la nuit. Les deux stations de péage sont ouvertes entre 5 h et 21 h 30 en haute saison, entre 6 h et 20 h en basse saison et entre 6 h et 19 h 30 en automne.
Une bifurcation donne accès à la Franz-Josephs-Höhe (2 369 m), offrant une vue sur le glacier du Pasterze qui en 1930 se trouvait au niveau de la route et qui de nos jours se trouve 280 mètres en contrebas. On y accède par un funiculaire. Si cette tendance continue, dans 80 ans le glacier aura totalement disparu. Depuis le belvédère, on peut observer très facilement des marmottes de très près en contrebas et au loin des chamois avec de la chance.
Un  autre embranchement permet d'accéder à l'Edelweißspitze (2 571 m), qui est le point culminant des routes du massif et qui permet de voir un panorama formé de 37 sommets de plus de 3 000 mètres et 19 glaciers.
Le long du trajet principal, on trouve de nombreux points d'arrêt avec des attractions comme :
- la maison de la nature alpine à 2 260 m : on y découvre l'univers de la montagne, on peut y voir un film sur les marmottes ;
- le Hochtor (2 504 m), qui est le point culminant du chemin emprunté autrefois par les Celtes. On l'atteint en 25 minutes de marche et au mois d'août on peut en redescendre par un toboggan de neige ;
- Fuscher Lacke à 2 262 m de l'autre côté du tunnel du Hochtor : une exposition retrace la construction de la route, et une aire de jeu thématique pour les enfants, autour du petit lac.